# Morten Thorsby
Morten Thorsby (Oslo, 5 de mayo de 1996) es un futbolista noruego que juega en la demarcación de centrocampista para el Genoa C. F. C. de la Serie A.

## Selección nacional
Tras jugar con la selección de fútbol sub-16 de Noruega, la sub-17, la sub-18, la sub-19 y la sub-21, finalmente hizo su debut con la selección absoluta el 11 de noviembre de 2017 en un partido amistoso contra Macedonia que finalizó con un resultado de 2-0 a favor del combinado macedonio tras los goles de Goran Pandev y Kire Markoski.

## Clubes
| Club               | País         | Año       | Partidos | Goles |
| ------------------ | ------------ | --------- | -------- | ----- |
| Stabæk Fotball     | Noruega      | 2013-2014 | 16       | 2     |
| S. C. Heerenveen   | Países Bajos | 2014-2019 | 130      | 13    |
| U. C. Sampdoria    | Italia       | 2019-2022 | 98       | 8     |
| F. C. Union Berlin | Alemania     | 2022-2023 | 34       | 1     |
| Genoa C. F. C.     | Italia       | 2023-     | 59       | 2     |